# علاء نورس
علاء موسى كاظم نورس مؤرخ وكاتب وأديب ومؤلف عراقي

## حياته
ولد في كركوك سنة 1936 ودرس في مدارسها، ثم أكمل البكالوريوس في التاريخ من كلية الآداب ـ جامعة بغداد سنة 1958، وبعدها نال الماجستير من جامعة عين شمس سنة 1969 ثم الدكتوراه من الجامعة ذاتها سنة 1973، وعمل مدرسا في عدد من المدارس الثانوية قبل انتقاله إلى الجامعة ليكون أستاذا فيها، ومن المدارس التي عمل فيها ثانوية المعقل بالبصرة (1959-1964)، كما عين مديرا لمتوسطة الجمهورية في البصرة (1962ـ 1963)، وكان عنوان رسالته للماجستير (عربستان خلال حكم الشيخ خزعل 1897_1925).
عين مديرا لمركز دراسات الخليج العربي للمدة 1974ـ1984 ثم نقل للعمل في الجامعة المستنصرية سنة 1984. وبين 1985 و1992 شغل منصب الأمين العام لاتحاد المؤرخين العرب، وعندما كان مديرا لمركز دراسات الخليج العربي، انتخبه زملاؤه في مراكز الخليج العربي وللمدة من 1974ـ1984 أمينا عاما لمراكز دراسات الخليج العربي والجزيرة العربية.

## مؤلفاته
من مؤلفاته فضلا عن كتابيه:«حكم المماليك في العراق 1750-1831 وهو رسالته للماجستير التي قدمها إلى كلية الاداب -جامعة بغداد 1973 وطبعتها وزارة الاعلام سنة 1975 واطروحته للدكتوراه التي طبعتها دار الرشيد ببغداد سنة 1979 بعنوان:»العراق في العهد العثماني: دراسة في العلاقات السياسية 1700-1869 «وهي بالاصل بالعنوان: الصراع العثماني -الفارسي على العراق في القرن الثامن عشر» وقدمها إلى كلية الاداب -جامعة القاهرة سنة 1978 الكتب التالية:
1. احوال بغداد في القرنين الثامن عشر والتاسع عشر 1980
2. التفريس اللغوي في الاحواز 1982 بالاشتراك
3. ثورة 14 تموز في تقارير الدبلوماسيين البريطانيين والصحافة العربية 1990
4. لمحات من تاريخ الحركة القومية العربية 1996
5. السياسة الإيرانية في الخليج العربي ابان عهد كريم خان الزند
6. بغداد في رحلات الاجانب
7. الجامعة العربية في تقارير الدبلوماسيين البريطانيين
8. الحدود الشرقية للوطن العربي: دراسة تاريخية بالاشتراك مع آخرين
9. مسؤولية الانكشارية في تدهور الدولة العثمانية

كتب عددا كبيرا من البحوث الاكاديمية والدراسات والمقالات ونشرت في صحف ومجلات عراقية وعربية وقسم كبير منها يدورالدبلوماسية البريطانية في العراق والصراع العثماني الفارسي ودور الانكشارية والمماليك.